# Župnija Ljubljana - Štepanja vas
Župnija Ljubljana - Štepanja vas je rimskokatoliška teritorialna župnija Dekanije Ljubljana - Moste Nadškofije Ljubljana, ki jo upravljajo kapucini. Župnijska cerkev je posvečena sv. Štefanu, diakonu in mučencu.

## Farne spominske plošče
V župniji so postavljene Farne spominske plošče, na katerih so imena vaščanov iz okoliških vasi (Bizovik, Štepanja vas), ki so padli na protikomunistični strani v letih 1942-1945. Skupno je na ploščah 79 imen.